# Мария Сапарева
Мария Спасова Сапарева е сред най-активно практикуващите български архитекти през втората половина на 1920-те и 1930-те години.

## Биография
Родена е в Горна Оряховица на 14 септември 1898 г. Нейната майка е от богат търговски род, а баща ѝ е главен градски инженер.

### Образование
Завършва архитектура при проф. Тони Гарние в Лион, Франция. Дипломира се с два златни медала и един сребърен.

### Творчество
Арх. Мария Сапарева работи в МОСПБ от 1930 г. до 1933 г., след това преминава към частно практикуване до 1944 г.
Най-известният ѝ проект е сградата на Министерство на финансите, на ул. „Г. С. Раковски“ в София, която функционира и до днес. По този проект тя работи от 1930 г. до 1933 г.
Сътрудничи на Лазар Парашкеванов в работния проект за Народна опера между 1948 г. и 1952 г.
Продължава да проектира индустриални и жилищни сгради до пенсионирането си през 1965 г.
Архитектурното ѝ творчество следва принципите на френския модернизъм – лаконични форми, хоризонтализъм в пропорциите.